# Bodoquena
Bodoquena est une ville brésilienne de l'État du Mato Grosso do Sul. La municipalité comptait 7 956 habitants en 2011. Elle s'étend sur 2 507 km2, à une altitude de 132 mètres.

## Maires
| Période | Période | Identité     | Étiquette | Qualité |
| ------- | ------- | ------------ | --------- | ------- |
| 2009    | 2012    | Jun Iti Hada | PMDB      |         |